# Érable japonais

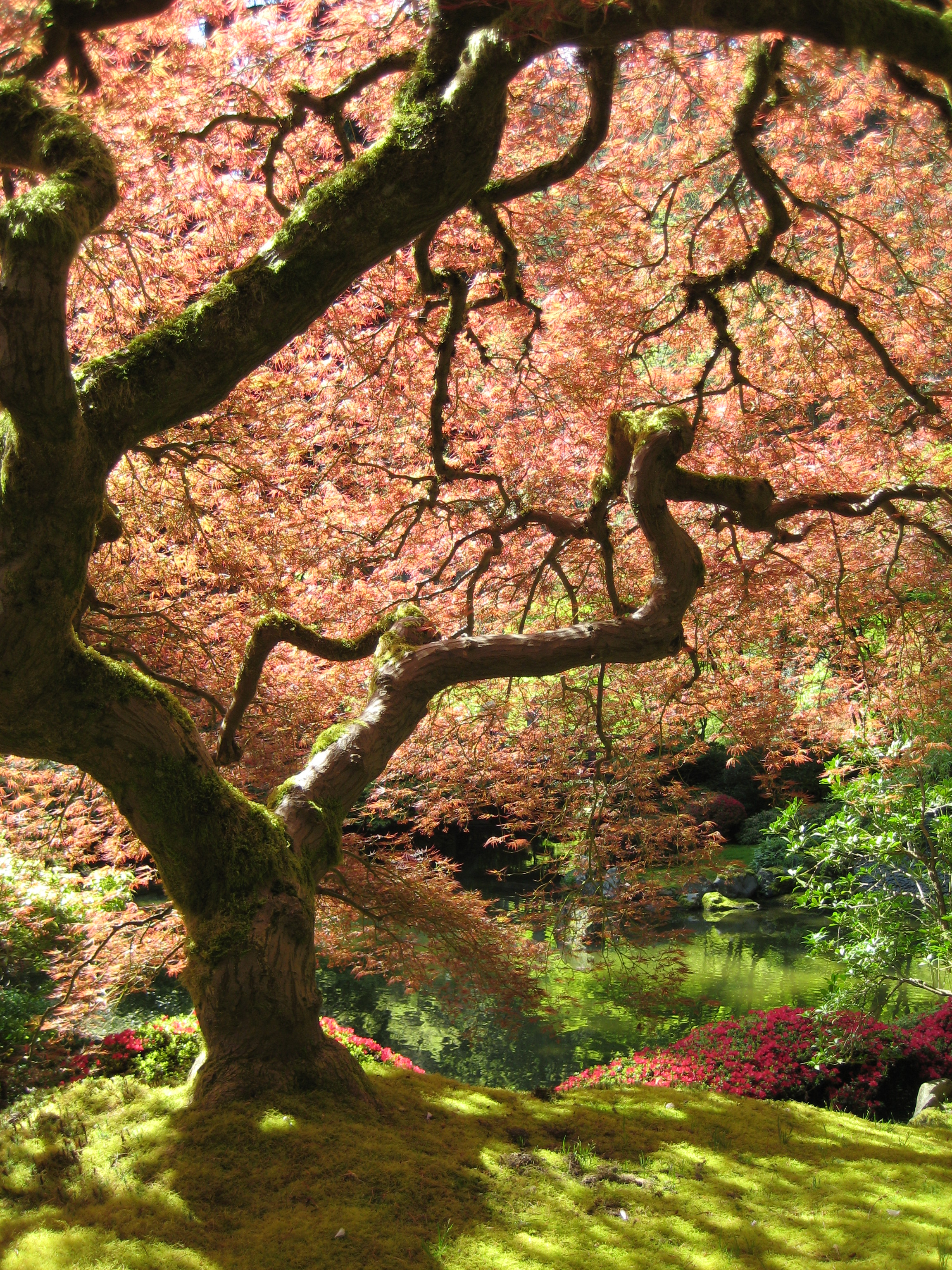
Un Érable japonais (probablement Acer palmatum). Photo prise dans le jardin japonais de Portland, dans l'Oregon (États-Unis).

Le terme « érable japonais » (ou éventuellement « érable du Japon ») est attribué à différentes espèces d'érables et a deux significations :
- Dans le monde de l'industrie horticole, le terme « érable japonais » regroupe l'ensemble des espèces, sous-espèces et cultivars de :
  - érable palmé (Acer palmatum), aussi appelé érable japonais lisse
- et parfois des espèces telles que :
  - Acer japonicum — Érable du Japon
  - Acer shirasawanum
  - Acer sieboldianum
  - Acer amoenum = Acer palmatum var. amoenum
  - Acer pseudosieboldianum
  - Acer buergerianum

même si les deux dernières ne sont pas endémiques du Japon.
- Dans le monde des botanistes, « érable japonais » est un terme générique pour les 23 espèces d'érables endémiques du Japon et alentours.

Cependant, le terme « érable du Japon » doit être préférentiellement utilisé pour désigner Acer japonicum.